# 伊達宗恒
伊達 宗恒（だて むねつね）は、江戸時代後期の仙台藩一門第二席・亘理伊達家第12代当主。

## 生涯
享和3年（1803年）、亘理伊達家第11代当主・伊達宗賀の子として生まれる。幼名は兵力。文化12年2月1日、仙台城で元服し、藩主伊達斉宗の偏諱を受けて宗恒と名乗る。
文政4年（1821年）4月11日、伊達宗秩の娘と婚礼。文政7年（1824年）5月5日、父宗賀の隠居により家督を相続して亘理邑主となる。
文政10年（1827年）11月、病臥中の藩主斉義を見舞うために江戸に出府するも、斉義は27日に死去した。
文政11年（1828年）1月28日、藩主斉邦の家督相続御礼言上の際に、江戸城で将軍徳川家斉に拝謁を賜る。
天保2年（1831年）嫡男兵力（邦実）と前藩主斉義の息女佑姫が婚礼。天保7年（1836年）、亘理伊達家初代・成実の父実元の霊廟を菩提寺の大雄寺に建立する。
弘化3年（1847年）病のため嫡男兵力が番代（当主代行）することを藩に願い出て許された。
弘化4年（1848年）12月、隠居して家督を邦実に譲る。文久元年（1861年）3月18日死去。享年59。